# Colombo (Sri Lanka)
Colombo (in singalese කොළඹ, traslitterato koḷam̆ba, AFI: [koləᵐbə]; in tamil கொழும்பு, traslitterato Koḻumpu) è una città dello Sri Lanka di quasi 650 000 abitanti (oltre 2 milioni considerando l'agglomerato urbano). Unica capitale di stato fino al 1978, quando le funzioni amministrative sono state trasferite a Sri Jayawardenapura Kotte, distante otto chilometri, rimane la città più importante dello stato dal punto di vista economico e commerciale, oltre ad essere la più popolata.

## Storia
La città era già nota ai mercanti romani, cinesi, greci e arabi oltre 2 000 anni fa.
Gli arabi la occuparono nell'VIII secolo, controllando buona parte del traffico tra i regni singalesi dell'interno e il resto del mondo. Nel XVI secolo i portoghesi scacciarono i musulmani e costruirono nella città una fortezza per proteggere il commercio delle spezie.
Gli olandesi conquistarono la città nel 1656 dopo un assedio, al termine del quale ai 93 portoghesi sopravvissuti fu concesso di uscire dal forte con un salvacondotto. Colombo fu capitale delle province marittime della Compagnia Olandese delle Indie Orientali fino al 1796.
Il nome Colombo, introdotto dai portoghesi nel 1505, sembrerebbe derivato dal termine singalese classico kolon thota, che significa "porto sul fiume Kelani". Un'altra etimologia suggerita è che derivi dall'espressione singalese kola-amba-thota, che significa "porto con frondosi alberi di mango".
La conquistarono poi gli inglesi, che ne fecero la capitale della loro colonia di Ceylon. Colombo ottenne l'indipendenza pacificamente nel 1948, ma i secoli di occupazione straniera ebbero un enorme impatto sulla cultura e sull'architettura della città.
La città fu colpita dagli attentati di Pasqua del 2019.

## Cucina
Il piatto tipico è il Maninēram. La ricetta originale risale all’epoca precoloniale dell’isola; infatti essa è stata tramandata oralmente nelle famiglie povere, di generazione in generazione. Gli ingredienti base, comuni in tutte le varianti, sono il riso a chicco lungo, il quale deve essere cotto in acqua particolarmente salata per risaltare il rilascio degli amidi, funghi, pollo, legumi di stagione, il tutto accompagnato da una piccola frittata. Nonostante la povertà della ricetta, il tutto deve essere cucinato ed assemblato con grande maestria, con la presenza di un fuoco molto vivace. 
Una particolarità di questa pietanza è che la sua preparazione è stata abbandonata dagli abitanti per diversi decenni, a causa della difficoltà nel reperire funghi commestibili. Una famosa storia del folklore popolare narra che nel 1927, durante la visita del Mahatma Gandhi nell’isola, esso dopo aver sedato una lite nei bassifondi di Colombo abbia voluto festeggiare la pace ristabilita con il Maninēram. Da quel momento, questa pietanza è diventata simbolo di fratellanza: siccome le uova vengono cotte una per volta, il primo ad essere servito deve aspettare che anche l’ultimo lo sia, in modo da poter gustare tutti insieme il pasto. Nella lingua Tamil, questa usanza è ricordata con il termine “Mattaippantu”, ossia “Scaccia-pensieri”

## Economia
Colombo situata sulla costa occidentale dell'isola, è uno dei porti più attivi dell'Oceano Indiano, attraverso il quale transita buona parte dei prodotti esportati dal paese: tè, caucciù, olio di cocco, copra e pietre preziose.
Possiede industrie di trasformazione (manifatture di tabacchi, oleifici, fabbriche tessili e concerie) e un complesso siderurgico.

## Geografia antropica

### Urbanistica
Intorno all'ampia baia che costituisce il porto si trovano il quartiere commerciale (Fort) e quello indigeno (Pettah), mentre i quartieri residenziali moderni si estendono verso sud in una zona compresa tra il litorale e un vasto specchio d'acqua (il lago di Beira) collegato al porto da un canale.
I rioni poveri della città si estendono invece verso nord e verso est, in direzione dell'aeroporto.
Nel settembre del 2019 è stata inaugurata la Colombo Lotus Tower; alta 350 metri, che proietta la sua ombra sulla Slave Island. La sua sommità (da cui prende il nome) è a forma di loto. Questa imponente torre delle comunicazioni è di 24 metri più alta della Torre Eiffel e attualmente è la struttura autoportante più alta dell'Asia meridionale.

#### Attrazioni cittadine
Il Museo nazionale di Colombo è il più importante museo dello Sri Lanka, fondato nel 1877 dal governatore William Henry Gregory.

## Infrastrutture e trasporti
Colombo e lo Sri Lanka tutto sono serviti dall'Aeroporto Internazionale Bandaranaike, hub della compagnia di bandiera SriLankan Airlines. Il servizio ferroviario suburbano della città è gestito da Sri Lanka Railways, i cui servizi a lunga percorrenza collegano Colombo al resto della nazione.

## Università di Colombo
L'Università di Colombo è una università statale, valutata tra le migliori università asiatiche. Fondata nel 1921 come University College Colombo, afferiva all'Università di Londra. Il suo motto è: La Saggezza Illumina.

## Amministrazione

### Gemellaggi
- Shanghai
- San Pietroburgo
- Leeds

## Galleria d'immagini

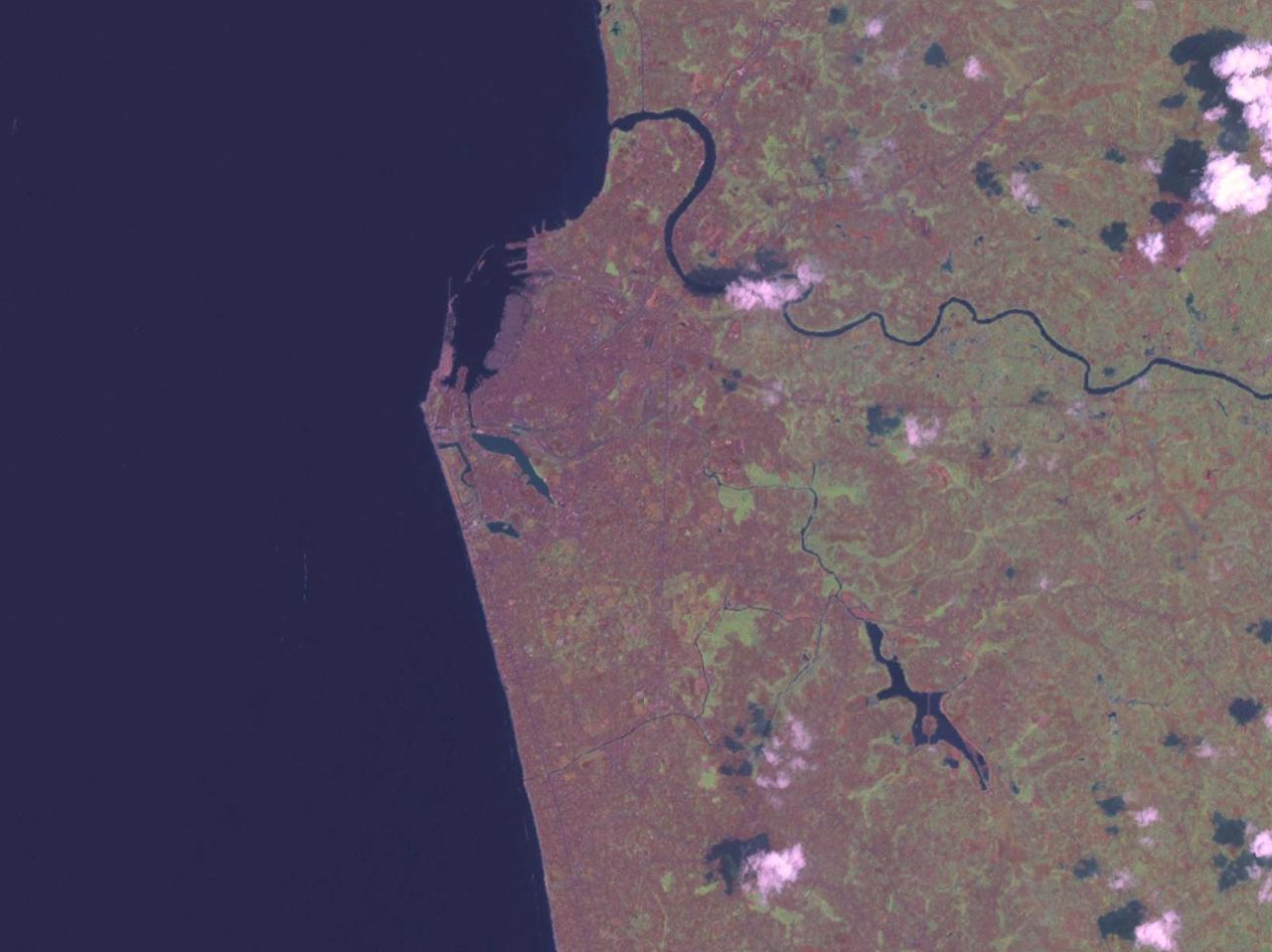
Immagine satellitare
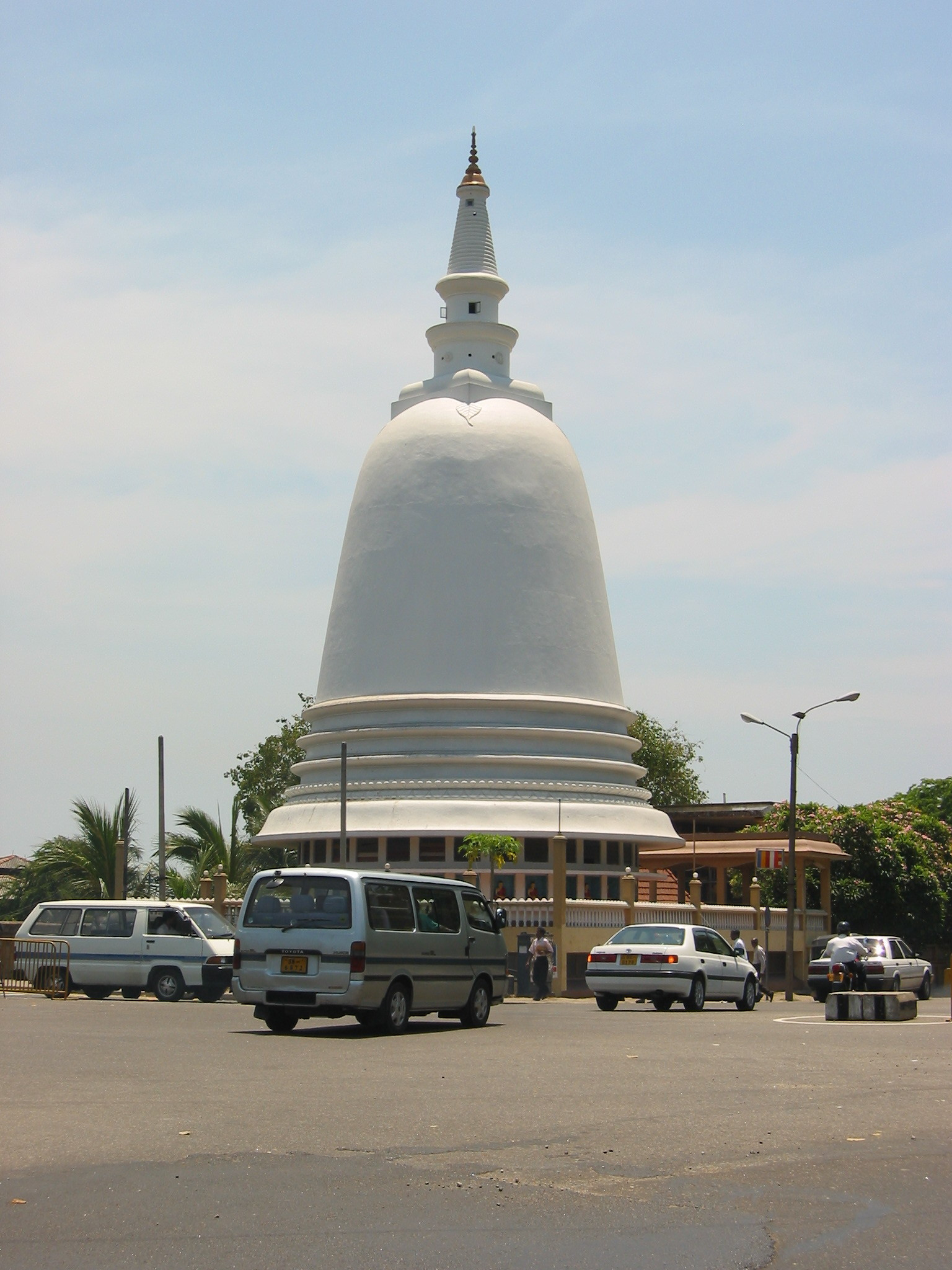
Stupa a Colombo
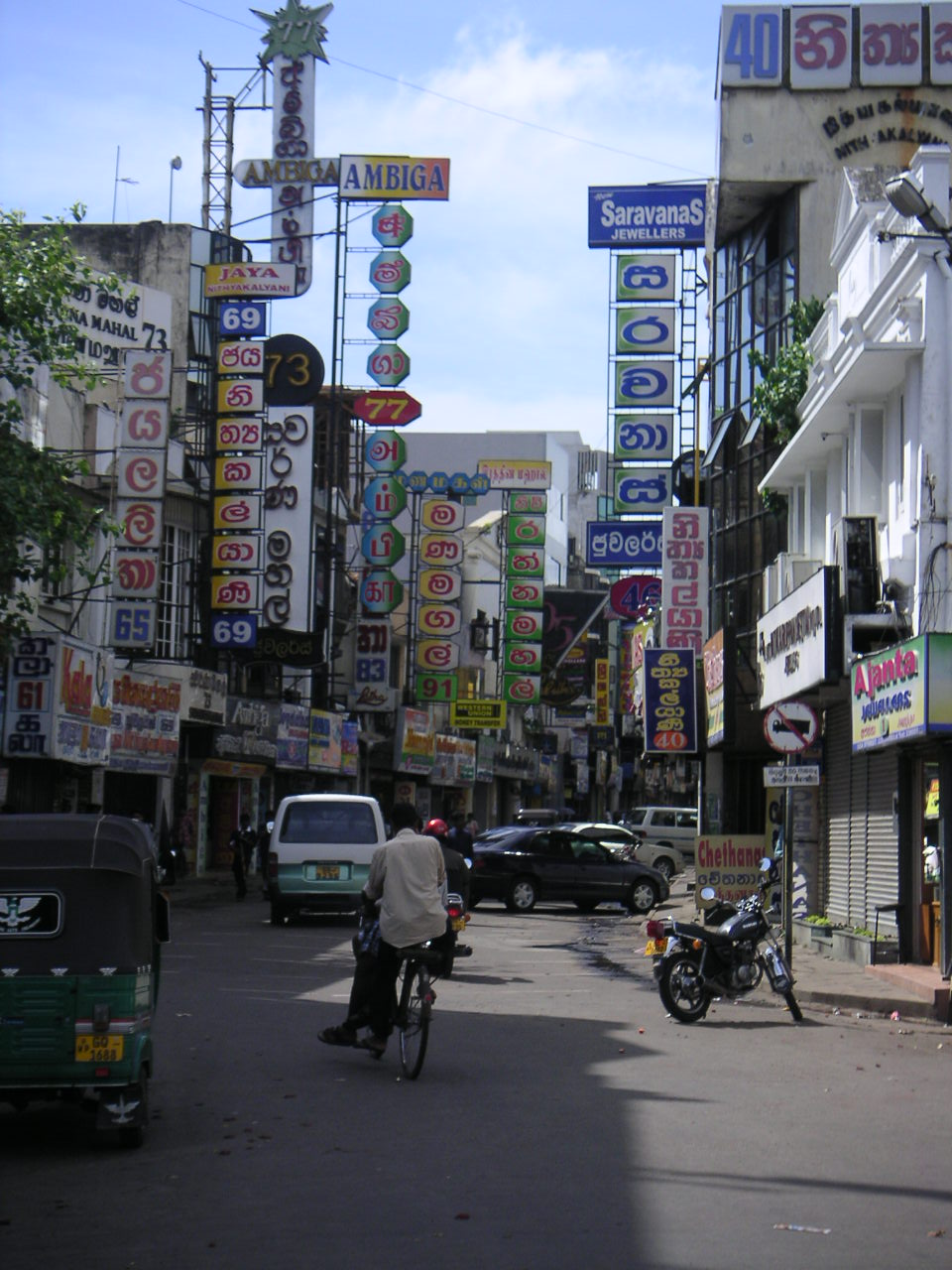
Una via di Colombo